# Ирак на летних Олимпийских играх 2008
Ирак принял участие в Летних Олимпийских играх 2008 года в Пекине с 8 до 24 августа. В конце июля семь иракцев - два гребца, два спринтера, лучник, штангист и дзюдоист были отобраны для участия в семи соревнованиях в пяти видах спорта. Также были подготовлены двадцать участников Паралимпийских игр в Пекине. 24 июля 2008 года международный олимпийский комитет отстранил от участия в олимпийских играх иракских спортсменов потому, что правительство Ирака сменило руководство Олимпийского комитета страны, а олимпийское движение должно быть свободно от политики. После пяти дней переговоров МОК снял запрет, однако пять из семи спортсменов пропустили сроки регистрации и не приняли участия в Олимпиаде. По итогам игр спортсмены из Ирака не завоевали ни одной олимпийской медали.
На Олимпийских играх Ирак представили 4 спортсмена.

## Результаты соревнований

### Академическая гребля
В следующий раунд из каждого заезда проходили несколько лучших экипажей (в зависимости от дисциплины). В финал A выходили 6 сильнейших экипажей, остальные разыгрывали места в утешительных финалах B-F.
Мужчины
| Соревнование  | Спортсмены                  | Предварительный заезд | Предварительный заезд | Предварительный заезд | Отборочный заезд | Отборочный заезд | Отборочный заезд | Четвертьфинал | Четвертьфинал | Четвертьфинал | Полуфинал            | Полуфинал            | Полуфинал            | Финал   | Финал   | Итоговое место |
| Соревнование  | Спортсмены                  | Заезд                 | Время                 | Место                 | Заезд            | Время            | Место            | Заезд         | Время         | Место         | Заезд                | Время                | Место                | Время   | Место   | Итоговое место |
| ------------- | --------------------------- | --------------------- | --------------------- | --------------------- | ---------------- | ---------------- | ---------------- | ------------- | ------------- | ------------- | -------------------- | -------------------- | -------------------- | ------- | ------- | -------------- |
| двойки парные | Хайдер Навзад Хамза Хуссейн | 2                     | 7:00,46               | 5                     | 1                | 6:52,71          | 5 QC             | не проводится | не проводится | не проводится | не квалифицировались | не квалифицировались | не квалифицировались | Финал C | Финал C | 14             |
| двойки парные | Хайдер Навзад Хамза Хуссейн | 2                     | 7:00,46               | 5                     | 1                | 6:52,71          | 5 QC             | не проводится | не проводится | не проводится | не квалифицировались | не квалифицировались | не квалифицировались | 6:52,02 | 2       | 14             |

### Лёгкая атлетика
Женщины
| Дисциплина | Спортсмен        | Предварительный раунд | Предварительный раунд | Четвертьфиналы        | Четвертьфиналы        | Полуфиналы            | Полуфиналы            | Финал                 | Финал                 |
| Дисциплина | Спортсмен        | Результат             | Место                 | Результат             | Место                 | Результат             | Место                 | Результат             | Место                 |
| ---------- | ---------------- | --------------------- | --------------------- | --------------------- | --------------------- | --------------------- | --------------------- | --------------------- | --------------------- |
| 100 м      | Дана Абдул Разак | 12,36                 | 6                     | Завершила выступление | Завершила выступление | Завершила выступление | Завершила выступление | Завершила выступление | Завершила выступление |